# Apstraktna vrsta podataka
Apstraktna vrsta podataka, apstraktni tip podataka, eng. abstract data type (ADT), u računalstvu predstavlja matematički model za vrstu podataka, gdje vrstu određuje njeno ponašanje (semantika) s točke gledišta korisnika podataka, posebice u smislu mogućih vrijednosti, mogućih operacija na podatcima te vrste i ponašanju tih operacija. Ovo je u suprotnosti s podatkovnim strukturama, koje su konkretni prikazi podataka, i one su s točke gledišta primijenitelja, a ne korisnika. Apstraktnu vrstu podataka formalno može se definirati kao "klasu objekata čije logičko ponašanje određuje skup vrijednosti i skup operacija"; ovo je analogno algebarskoj strukturi u matematici.
Što se misli pod "ponašanjem", varira ovisno o autoru, s dvije glavne vrste formalne specifikacije za ponašanje: aksiomska (algebarska) specifikacija i apstraktni model; ovo korespondira aksiomatskoj semantici i operacijskoj semantici apstraktnog stroja, respektivno.